# چلبی‌باغی
چلبی‌باغی (به ترکی استانبولی: Çelebibağı) شهری است در کشور ترکیه که در استان وان واقع شده‌است. جمعیت این شهر بر اساس سرشماری سال ۲۰۰۸ میلادی ۱۲٬۶۱۱ نفر و بر اساس برآوردهای سال ۲۰۰۹ میلادی ۱۲٬۵۲۹ نفر می‌باشد.